# Sony Xperia ZR
Sony Xperia ZR是Sony公司於2013年5月發佈的高階智能手機，Xperia Z和Xperia ZL的兄弟機，是一部防水智能手機，機身具備IP55/IP58的防水等級。

## 設計
Xperia ZR機身採用可拆殼換電式設計，並套用了Sony 2013年發佈的電源鈕設計。索尼希望Xperia ZR成為當時最好的「照相＋防水」手機。

## 硬件
Xperia ZR具備4.55吋 屏幕，解像度為 720 x 1280 HD。採用四核心處理器，1300萬像素鏡頭，30萬像素前置鏡頭，內置2GBRAM、8GB快閃記憶體儲存，支援MicroSD。電池容量是 2300mAh ，機身厚度來到 10.4mm，重 141g。

## 作業系統
Xperia ZR上市時採用Android 4.1 Jelly Bean作業系統，2013年9月官方已宣佈可以更新至Android 4.2.2版本。亦宣佈了12月中可更新至4.3版本（2013年12月28日更新），而且可以獲得Android 4.4更新（2014年5月27日開始推送）,2014年底確認可升級Android 5.0 Lollipop作業系統

## 顏色
顏色包括：
| 顏色 | 名稱     | 英語  |
| ---- | -------- | ----- |
|      | 黑色     | Black |
|      | 白色     | White |
|      | 粉紅色   | Pink  |
|      | 薄荷綠色 | Mint  |

## 地區產品差異
於日本上市的專屬同型機為 SONY Xperia A (SO-04E)，與台灣區產品略為不同，機身正面 SONY 商標由機頂改為機尾，而原位置改印「docomo」商標字樣取代。該機附有 NTT DoCoMo 電信專屬介面，並允許用戶自由切換為 Xperia 介面。硬體上，Xperia A 多了日本區專用廣播電視天線（可接收NOTTV），內建快閃記憶體由8GB增為32GB，其他規格與 Xperia ZR 大致雷同。由於電視天線僅適用日本境內，將 Xperia A 帶往其他國家的用戶無法接收電視廣播服務，並存在著系統鎖機問題。

## 外部連結
- 索尼官方網站（页面存档备份，存于）（中文）